# Dolmen de la Grenouille

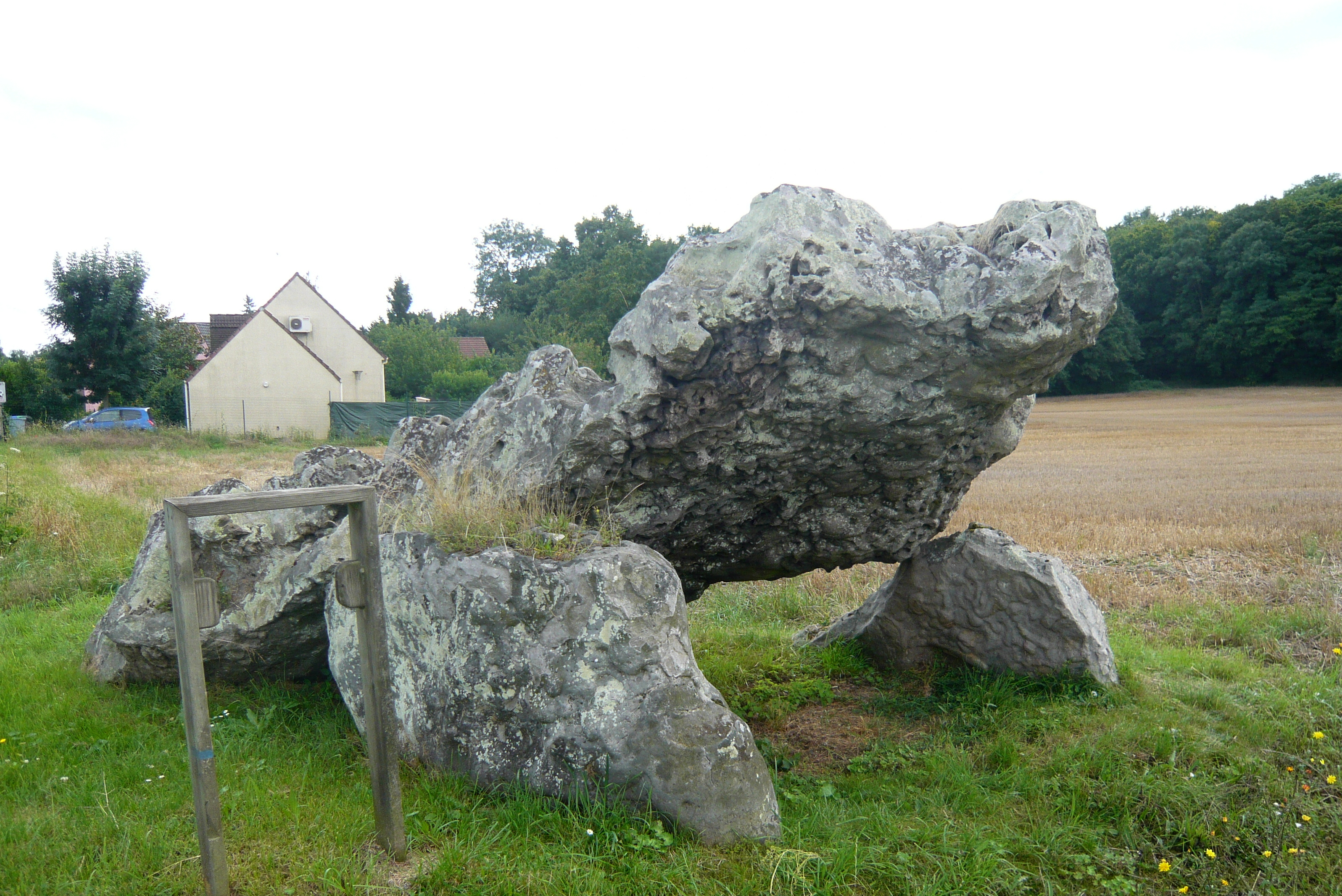
Dolmen de la Grenouille

Der Dolmen de la Grenouille (auch Dolmen de Changé 1 genannt) liegt an der Rue des Dolmens (D 6), am nördlichen Ortsausgang des Dorfes Changé in Saint-Piat im Département Eure-et-Loir in Frankreich. Dolmen ist in Frankreich der Oberbegriff für neolithische Megalithanlagen aller Art (siehe: Französische Nomenklatur).
Die Reste des Dolmen de la Grenouille sind die augenfälligsten der drei Dolmen von Changé nahe der Eure.
Der gebrochen Dolmen mit zwei Seitenplatten und dem schiefen etwa 6,0 Meter langen Deckstein, sieht aus wie ein Frosch, was ihm seinen Namen gab (französisch grenouille – dt. Frosch). Die Kammer ist etwa 3,0 Meter breit, aber es ist nicht zu sagen, wie lang sie gewesen ist. Der Zugang lag wahrscheinlich im Südosten, wo der Deckstein auf dem Boden liegt.
Etwa hundert Meter nördlich steht der Schutzbau der Megalithanlagen von Changé sowie auf freiem Feld der Menhir Le But de Gargantua.